# Euphaedra albocoerulea
Euphaedra albocoerulea är en fjärilsart som beskrevs av Rothschild 1918. Euphaedra albocoerulea ingår i släktet Euphaedra och familjen praktfjärilar. Inga underarter finns listade i Catalogue of Life.